# Подзол
Подзол потиче од руске речи зола - пепео, чиме се истиче пепељаста боја, карактеристичног E хоризонта. То је распрострањено шумско земљиште у северном подручју евроазијског копна (Скандинавији и изнад линије Москва-Иркутск) и Северне Америке (Канада). У Србији, подзол је локалног распрострањења, у вишим планинским регионима изнад 900 м надморске висине. Подзол је земљиште хладне и влажне клине, са средњом годишњом температуром испод 7 степени. Матичне стене на којима се образују подзоли су кварцни пешчари, пескови, кварцити, киселе еруптивне стене, шкриљци. Природну вегетацију чине четинарске шуме, али се подзоли образују и под листопадном шумом букве и брезе, са маховином, папратима и боровницом у приземљу. Цео профил има киселу реакцију, а садржај хумуса достиже и до 4% у B хоризонту.